# Townsend-vakond
A Townsend-vakond (Scapanus townsendii) az emlősök (Mammalia) osztályának Eulipotyphla rendjébe, ezen belül a vakondfélék (Talpidae) családjába tartozó faj.
Nemének a típusfaja.

## Neve
Ez az állat a tudományos fajnevét, azaz a townsendii-t, Thomas Nuttall angol botanikus és zoológus javaslatára, John Kirk Townsend amerikai természettudós tiszteletére kapta.

## Előfordulása
A Townsend-vakond előfordulási területe Észak-Amerika csendes-óceáni partjának egy keskeny sávját tartalmazza. Az állat a kanadai Brit Columbiától kezdve, egészen az Amerikai Egyesült Államokbeli Kalifornia északnyugati részéig található meg.

## Alfajai
- Scapanus townsendii olympicus Johnson & Yates, 1980
- Scapanus townsendii townsendii Bachman, 1839

## Megjelenése
Az amerikai vakondok között a Townsend-vakond a legnagyobb méretű. Ez a vakondféle körülbelül 21 centiméter hosszú, ebből 4 centimétert a majdnem csupasz farok képez. Testtömege körülbelül 138 gramm. Bundája fekete és bársonyos. Pofája hosszúkás orrban végződik, szemei igen kicsik, a fülei nem látszanak. Szájában 44 fog ül. A mellső lábai szélesek, az ásáshoz alkalmazkodtak. Igen hasonlít rokonára, a parti vakondra (Scapanus orarius).

## Életmódja
Üreglakó állatként puha, azonban jó lefolyású talajokra van szüksége. Egyaránt megtalálható a nyílt alföldeken, de az erdős hegységekben is. Főleg földigilisztákkal és egyéb talajlakó gerinctelenekkel táplálkozik, de ha muszáj, akkor növényi táplálékot is magához vesz. Egész évben tevékeny és magányos.

## Szaporodása
A szaporodási időszaka a tél vége felé van. A nőstény mélyen a föld alatt 2-4 kölyöknek ad életet.

### Fordítás
- Ez a szócikk részben vagy egészben  a   Townsend's mole című angol Wikipédia-szócikk ezen változatának fordításán alapul.  Az eredeti cikk szerkesztőit annak laptörténete sorolja fel. Ez a jelzés csupán a megfogalmazás eredetét és a szerzői jogokat jelzi, nem szolgál a cikkben szereplő információk forrásmegjelöléseként.